# 발칸라인
《발칸라인》(러시아어: Балканский рубеж)은 2019년 공개한 러시아의 액션, 전쟁 영화이다.

## 출연진
주연
- 안톤 팜부시니 : 안드레이 역
- 랍샤나 쿠르코바 : 베라 역
- 유리 쿠첸코 : 베크 역
- 밀레나 라둘로비크 : 야스나 역

조연
- 밀로시 비코비치
- 알렉산드라 스레치코비치
- 에미르 쿠스투리차
- 미오그라드 라도니치
- 키릴 폴루힌 : 바르민 역